# Mitja Gaspari
Mitja Gaspari (ur. 25 listopada 1951 w Lublanie) – słoweński ekonomista i polityk, minister w słoweńskich rządach i prezes banku centralnego. Kandydat na urząd prezydenta w wyborach w 2007.

## Życiorys
W 1975 został absolwentem ekonomii na Uniwersytecie Lublańskim, a w 1989 uzyskał magisterium na Uniwersytecie w Belgradzie.
Od 1975 pracował w Banku Słowenii. W latach 1987–1988 zajmował stanowisko wiceprezesa tej instytucji. Następnie od 1988 do 1991 był wiceprezesem Narodowego Banku Jugosławii, po czym przez rok pracował w Banku Światowym. W okresie od czerwca 1992 do czerwca 2000 pełnił funkcję ministra finansów Słowenii w rządzie, którym kierował Janez Drnovšek. W wyborach w październiku 2000 uzyskał jako bezpartyjny kandydat z ramienia liberałów mandat posła do Zgromadzenia Państwowego, sprawując go do kwietnia 2001.
W kwietniu 2001 został wybrany na prezesa Banku Słowenii, funkcję tę pełnił do marca 2007. W tym czasie był również członkiem Grupy Zarządzającej Europejskiego Banku Centralnego (2004–2007). W okresie tym Słowenia wprowadziła u siebie walutę euro.
W 2007 Mitja Gaspari zdecydował się wziąć udział w wyborach prezydenckich jako kandydat niezależny, którego kandydaturę wsparła Liberalna Demokracja Słowenii. W pierwszej turze wyborów zajął 3. miejsce, zdobywając 24,1% głosów (wyprzedzili go Lojze Peterle oraz Danilo Türk). W listopadzie 2008 objął urząd ministra ds. europejskich i rozwoju w gabinecie Boruta Pahora. Zajmował to stanowisko do lutego 2012.